# Рукописный шрифт
Рукописный шрифт (скрипт) — шрифт, выполненный от руки или имитирующий его. Рукописные шрифты классифицируются в зависимости от пишущего инструмента на шрифты, имитирующие письмо ширококонечным пером, остроконечным пером, кистью и другими инструментами (карандаш, маркер, шариковая ручка и т.д.). Кроме того, рукописные шрифты могут быть связные (где каждая буква соединяется с соседними) и несвязные (где каждая буква стоит отдельно). Возможны также полусвязные формы, где соединяется только часть букв или буквы соединяются только с одной стороны. Рукописные шрифты применяются для имитации рукописи и прописи, акциденции и для набора учебной литературы.

## Формальный скрипт
Большинство рукописных шрифтов формального типа основаны на формах букв, использованных писателями в XVII и XVIII веках. Форма букв имитирует начертание с помощью пера с равномерной толщиной линий. Такие шрифты используются для имитации рукописи и прописи, в наборе приглашений и грамот для придания эффекта «немашинности». Классическими примерами данного семейства шрифтов являются Kuenstler Script, Palace Script и др. К русскому школьному прописному письму из таких шрифтов близки Propisi, Olga и др.

## Казуальный скрипт
Рукописные шрифты казуального типа имеют более свободное начертание. Линии могут быть переменной толщины и имитируют начертание с помощью мокрой кисти. Эти шрифты появились в начале XX века, а с появлением фотокомпозиции в ранних 1950-х, их количество значительно возросло. Как правило, такие шрифты используются в рекламе, имитации гравировки, в наборе текстов для придания эффекта элегантности и т.д. К представителям данного семейства шрифтов можно отнести Brush Script, Decor, Kaufmann, Art Script, Corrida, Freestyle, Kaliakra, Parsek, Mistral и др. К русскому школьному прописному письму из таких шрифтов близки Jikharev, Arbat, Odessa Script, Pushkin, Domosed и др.